# Pszowianie
Pszowianie, Serbowie-Pszowianie (łac. Psouane, Pssouane; cz. Pšované) – plemię zachodniosłowiańskie z IX–X wieku, odłam Serbów połabskich, mieszkające niegdyś w Kotlinie Czeskiej u zbiegu rzek Wełtawy i Łaby (w okolicach dzisiejszego Mielnika). Głównymi ich ośrodkami plemiennymi były grody: Pšov, najważniejsze centrum plemienne położone nad rzeką Pšovką, prawym dopływem Łaby, Stará Boleslav i Přibory. Nazwa plemienia nawiązuje albo do nazwy grodu, albo do nazwy rzeki. Pszowianie sąsiadowali na zachodzie z dominującym plemieniem Czechów, na wschodzie i północnym wschodzie z Chorwatami czeskimi, na północnym zachodzie z Litomierzycami.
Zaliczane do grupy plemion czeskich razem z plemionami: 
Czechów, Zliczan, Litomierzyców, Chorwatów czeskich, Dulebów, Łuczan, Siedliczan, Deczan, Lemuzów.
Próbuje się czasem powiązać nazwę tego plemienia z miejscowością Pszów koło Wodzisławia Śląskiego. Tak uważał m.in. Pavol Jozef Šafárik czy Ludwik Musioł oraz niektórzy inni badacze dziejów Górnego Śląska i ziemi wodzisławskiej. Jednak przenoszenie siedzib tego plemienia na obszary Śląska nie wydaje się zasadne.